# Partido Comunista Marxista-Leninista (Turquía)
El Partido Comunista Marxista-Leninista (en turco: Marksist-Leninist Komünist Partisi, abreviado como MLKP) es un partido político de ideología comunista y leninista de Turquía.

## Historia
El MLKP fue fundado en septiembre de 1994, tras la fusión entre el Partido Comunista de Turquía/Marxista-Leninista - Movimiento (TKP/ML-Hareketi) y el Movimiento Comunista de los Trabajadores Turcos (TKİH). El TKP/ML-Hareketi era el más grande de ambos grupos, que apoyaban a la desaparecida República Popular de Albania y consideraban a su líder como referente: Enver Hoxha, caracterizado internacionalmente por su defensa de las políticas antirrevisionistas de Stalin, lo que le llevó a romper relaciones con la URSS primero y años más tarde con la República Popular China.
Las negociaciones para la unidad entre el TKP/ML Hareketi y el TKİH comenzaron ya en 1989. Al principio, el MLKP se autodenominaba como MLKP-Kuruluş (MLKP-Fundación).
En septiembre de 1995 se celebra el I Congreso del MLKP-Kuruluş, y el Partido Comunista de Turquía/Marxista-Leninista (Nueva Organización de Reconstrucción) (TKP/ML (YİÖ)) se incorpora al proceso de unidad y se adopta el nombre definitivo de MLKP. Más tarde, el mismo año, se produjo una escisión, y se formó el Partido Comunista - Organización de Reconstrucción (KP-İÖ).
Desde 2007 el MLKP está considerado como una organización terrorista por el Gobierno turco y el Directorio General de Seguridad.

## Organización
El ala juvenil del MLKP es la Organización Juvenil Comunista (KGÖ, por sus siglas en turco). Asimismo, el MLKP tiene también un brazo armado, las Fuerzas Armadas de los Pobres y los Oprimidos (Fakirlerin ve Ezilenlerin Silahlı Kuvvetleri en turco, abreviadas como FESK). El grupo obtuvo proyección internacional cuando realizaron un atentado en una cumbre de la OTAN que tuvo lugar en 2004 en Estambul. El objetivo fue el hotel Hilton de la ciudad euroasiática, y resultaron muertas 4 personas.
En abril de 2015 el MLKP anunció públicamente que disponía de campos de entrenamiento para sus combatientes en las zonas del Kurdistán iraquí controladas por el Partido de los Trabajadores del Kurdistán (PKK), la principal e histórica organización armada independentista kurda.

## Implicación en laGuerra Civil Siria
El MLKP está apoyando militarmente con voluntarios a las Unidades de Protección Popular (YPG, por sus siglas en kurdo) de Rojava, en el Kurdistán sirio desde 2012. Al menos 4 de sus combatientes han caído en la batalla, uno durante la batalla de Ras al-Ayn y otros tres durante la batalla de Kobane.
También han mostrado su disposición a crear una milicia internacional compuesta por voluntarios de todo el mundo para combatir al Estado Islámico (ISIS), de manera similar a lo que hicieron las Brigadas Internacionales durante la Guerra Civil Española (1936-1939). Se tiene constancia de la presencia de combatientes procedentes de Alemania, España, Canadá y Australia, entre otros países. En marzo de 2015 Ivana Hoffmann, combatiente de nacionalidad alemana con madre alemana y padre de Togo, murió tras entrar en combate contra el ISIS. En junio de 2015, se anunció la formación de la Brigada Internacional de Liberación, una coalición de grupos de izquierdas que luchaban como parte del YPG.
Asimismo, los combatientes del MLKP también se encuentran junto al PKK combatiendo en el norte de Irak en defensa de la minoría yazidí, en la ciudad de Sinyar.
El 23 de marzo de 2019, murió el comandante y representante del Comité Central del MLKP en Rojava, Bayram Namaz (Baran Serhat), debido a un atentado de coche bomba, cuando se disponía de hacer sus tareas diarias. Fue enterrado en Serêkaniyê. Anterior a su muerte fue entrevistado en 2018 sobre el papel del MLKP en Rojava.